# Opérations en profondeur

L'invasion soviétique de la Mandchourie en août 1945 : une application exemplaire de l'art opératif soviétique.

Les opérations en profondeur (russe : теория глубокой операции, teoria glubokoï operatsii) sont une doctrine militaire proposant d'utiliser les forces armées pour détruire un adversaire, non par simple attrition, mais par déstructuration de tout le système. La mise en œuvre de cette doctrine repose sur l'exploitation par des unités mobiles (cavalerie, blindés de combat, infanterie motorisée ou aéroportée) d'une percée du front ennemi.
Théorisée dans l'entre-deux-guerres par des auteurs militaires soviétiques, elle est appliquée par l'Armée rouge avec succès lors de la Seconde Guerre mondiale, surtout à partir de 1944. Elle se différencie de la Blitzkrieg allemande (cette dernière n'étant pas formalisée sous ce nom comme une théorie à l'origine) par sa dimension opérative et son refus de la quête systématique de l'encerclement.

## Aspect théorique
La théorie des opérations en profondeur a été conçue dans les années 1920 et 1930 par les théoriciens soviétiques, notamment Mikhaïl Toukhatchevski, Vladimir Triandafillov, Georgii Isserson (ru), Sergueï Ammossov, Nikolai Varfolomeev (en) ou Konstantin Kalinowski (ru). Adopté par l'Armée rouge, le concept est intégré au Règlement de campagne de 1929, dans l'Instruction sur la bataille en profondeur de 1935, dans le Règlement provisoire de campagne de 1936 (Полевом уставе 1936 года) et dans le projet pour celui de 1939.
D'un point de vue théorique, l'ennemi est vu comme un système, qui tire sa force de son organisation, et non comme une cible matérielle. Par ailleurs, les théoriciens militaires soviétiques considèrent qu'il n'est pas possible de détruire l'intégralité du dispositif militaire adverse. L'objectif des opérations en profondeur est donc de détruire la cohésion du système ennemi au niveau opératif, à l'articulation du stratégique et du tactique, et de créer ainsi un choc opérationnel : l’oudar.
Ce choc peut être atteint en combinant plusieurs aspects :
- géographique, en frappant l'ennemi dans sa profondeur opérationnelle (environ 100 km) de façon à détruire les lignes de communication et de ravitaillement et à disjoindre le commandement des troupes, notamment par l’obkhod, la manœuvre sur les arrières ennemis ;
- chronologique, en engageant simultanément le front et les arrières de façon à détruire les interactions entre les différents échelons, et en trouvant le bon moment pour maximiser l'effet des forces de pénétration : ni trop tôt, pour ne pas les user dans la phase de percée, ni trop tard, pour bénéficier le plus longtemps possible de l'effet de surprise ;
- cognitif, en masquant ses intentions par de multiples opérations, réalisées à la suite l'une de l'autre ou simultanément, et par la maskirovka, une stratégie de désinformation. Cela permet de maximiser l'effet de surprise et de jouer sur les « centres de gravité », de façon à créer des faiblesses dans le dispositif adverse, afin de les exploiter, et d'empêcher, aussi longtemps que possible, la concentration et l'action coordonnées du front et des réserves adverses.

## Mise en pratique
Différentes de la Blitzkrieg pratiquée par les forces armées allemandes, les opérations en profondeur soviétiques préconisent la rupture du front ennemi par l'infanterie et la concentration massive d'artillerie, et réservent les forces mobiles pour l'exploitation. Les opérations en profondeur ne visent pas l'encerclement et l'anéantissement des forces ennemies au cours d'une bataille décisive, mais leur désorganisation par la destruction du dispositif adverse dans sa profondeur, notamment des centres de commandement et des moyens logistiques, de façon à rendre difficile, voire impossible, la défense du reste du front.
La doctrine des opérations en profondeur est théorisée avant la Blitzkrieg ; de plus, elle est pertinente au niveau « opérationnel » ou « opératif », un échelon conceptuel particulier situé entre les échelons tactique et stratégique, à l'époque propre à la pensée militaire soviétique et adopté depuis par d'autres forces armées.
L'opération Bagration, l'offensive Vistule-Oder ou la campagne de Manchourie constituent des exemples d'application particulièrement réussis parmi les opérations menées par l'Armée rouge à la fin de la Seconde Guerre mondiale.